# 汶陽駅
汶陽駅（ムニャンえき）は、大韓民国大邱広域市達城郡にある、大邱都市鉄道2号線の駅。駅番号は216。

## 駅構造

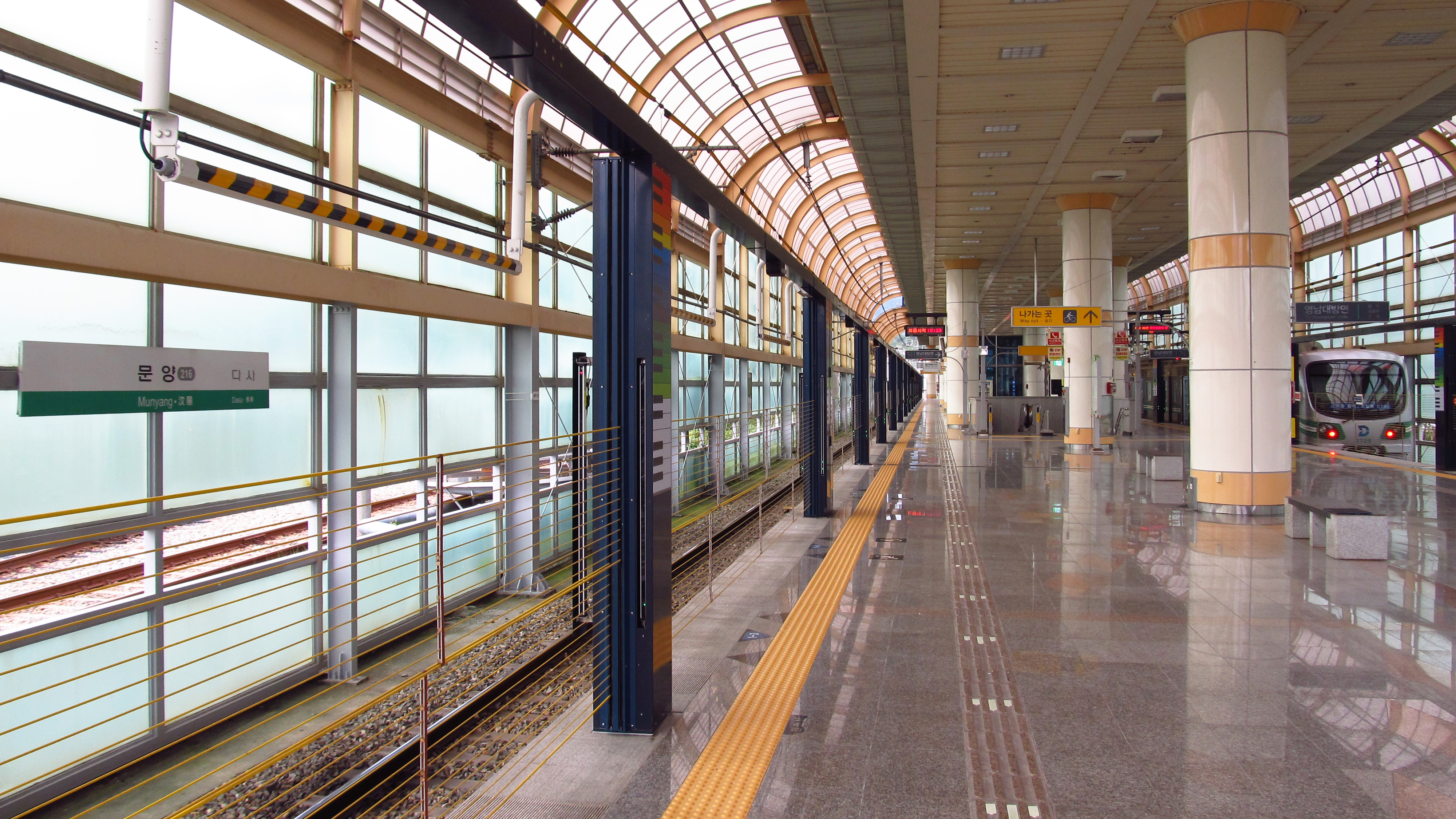
昇降式ホーム柵が設置されたプラットホーム

島式ホーム1面2線の、大邱都市鉄道2号線では唯一の地上駅。汶陽車両基地に隣接する。ホームには昇降式ホーム柵が設置されている。
ホームは地上4階にある。山の斜面を造成して建てられたため、乗り場の高さは、山を切り開いて造られた車両基地内の線路の高さとほぼ同じである。

### のりば
※のりばの番号は存在しない。
| 4F 2号線ホーム |       |                          |
| 上り           | 2号線 | 半月堂・泛魚・嶺南大方面 |
| 下り           | 2号線 | 当駅止まり               |

## 駅周辺
駅前は農村地帯であり、目立った公共・商業施設は存在しない。
漆谷郡倭館方面へのバスが駅前から出ている。

## 歴史
- 2005年10月18日 - 開業。

## 隣の駅
大邱交通公社
2号線
汶陽駅 (216) - 多斯駅 (217)